# AS 565 (航空機)
AS 565 パンテル
アーレイ・バーク級ミサイル駆逐艦に着艦するフランス海軍のAS 565SB
- 用途：哨戒, 攻撃, 輸送
- 分類：多用途ヘリコプター
- 製造者：アエロスパシアル（現：エアバス・ヘリコプターズ）
- 運用者：#採用国を参照
- 初飛行：1984年2月29日
- 運用状況：現役

AS 565は、アエロスパシアル社（現：エアバス・ヘリコプターズ社）が開発した軍用中型双発ヘリコプター。愛称は「パンテル」（Panther：ヒョウの意）、英語読みでパンサー。

## 概要
民間用ヘリコプターのAS 365 ドーファン2を基に開発された。機体は軽合金製で、メインローターは複合材製のスターフレックス・ヘッドに4枚ブレード、テールローターは11枚のブレードを持つフェネストロンを採用し、その上方に大きな垂直尾翼が付いている。
また、フェネストロンの前方には、両端に垂直安定板が付いた水平安定板がある。操縦席は並列複座で操縦系統は油圧作動方式の二重となっている。
燃料タンクはキャビン床下にあり、容積は1,135l。降着装置は前輪式で、前輪のみ2輪の引き込み脚。エンジンはチュルボメカ アリエルターボシャフトエンジンを2基搭載している。

## 派生型
AS 565MA
AS 365N2の海軍向け非武装型。
AS 565MB
AS 365N3の海軍向け対潜・対水上戦・捜索救難型。現在も生産中。
対潜装備としてディッピングソナーやMADなどを装備し、武装としてMk.46またはA244対潜魚雷2発やAS.15TT空対艦ミサイル4発の搭載が可能。
AS 565SA
AS 365N2の海軍向け対艦・対潜型。
AS 565SB
AS 365N3の海軍向け対潜型。
AS 565AA
AS 365N2の陸軍向け武装型。68mmあるいは70mm無誘導ロケット弾ポッド、ガンポッド、ミストラル空対空ミサイルなどを搭載できる。
AS 565AB
AS 365N3の陸軍向け武装型。
AS 565CA
AS 365N2の陸軍向け対戦車型。HOTまたはBGM-71 TOW対戦車ミサイルを8発搭載可能。
AS 565UA
AS 365N2の汎用・輸送型。
AS 565UB
AS 365N3の汎用・輸送型。現在も生産中。
Z-9C
中国の哈爾浜飛機製造公司が、AS 365Nを独自に改良した対潜ヘリコプター。
パンサー800
アメリカ陸軍のUH-1Hの後継として提案された機体。試作のみで採用されず。

## 採用国
- アラブ首長国連邦
- アンゴラ
- ブラジル
- ブルガリア
- 中国
- 中華民国（台湾）

- フランス
- イギリス
- ギリシャ
- アイルランド
- イスラエル
- 韓国

- モロッコ[注釈 1]
- メキシコ
- サウジアラビア
- タイ
- ザンビア

## 性能・主要諸元
- 主回転翼直径：11.94m（39.17ft）
- 全長：13.68m（45.88ft）
- 全高：3.97m（13.02ft）
- 自重：2,380kg（5,247lb）
- 最大離陸重量：4,300kg（9,480lb）
- エンジン：チュルボメカ アリエル2C ターボシャフトエンジン×2、エンジン1基につき635kW（851shp）
- 超過禁止速度：306km/h=M0.25（165ノット、190mph）
- 航続距離：827km（514nm）
- 飛行高度：5,865m（19,242ft）
- 上昇率：8.9m/s
- 海面上昇率：420m/min（29ft/s）
- 乗員：操縦士1または2名（対潜型は対潜オペレーター1名の計3名）
- 最大搭乗人数：10名

## 登場作品

### ゲーム
『Project Reality（BF2）』
フランス軍の7人乗りの輸送機としてMB型が登場する。
装備はAlcan Elips チャフフレア、FLIR（暗視装置）、小型物資。